# Andrej Gavrilov
Andrej Vladimirovitsj Gavrilov (Russisch: Андрей Владимирович Гаврилов) (Moskou, 21 september 1955) is een Russisch pianist.
Zijn eerste lessen kreeg hij van zijn moeder, die zelf een leerling was van Heinrich Neuhaus. In 1961 zette hij zijn studie voort aan de muziekschool in Moskou bij Lew Naumow. In 1974, toen hij 19 jaar oud was, won hij als de jongste deelnemer ooit het prestigieuze Internationaal Tsjaikovski-concours. In datzelfde jaar viel hij met succes in voor Svjatoslav Richter tijdens de Salzburger Festspiele .
Een uitstekend voorbeeld van Andrej Gavrilovs virtuositeit op de piano is zijn vertolking van La Campanella, een transcriptie van Liszt van een vioolconcert van Paganini.

## Discografie
"La Campanella" (de oorspronkelijke opname van Gavrilov is van 1977) is niet zo lang geleden opnieuw uitgebracht op een 24 bit geremasterde cd door TOSHIBA-EMI CLASSICS Japan (zie de externe link hieronder, TOCE-13215).

Andere (voor iedere pianist uitzonderlijk uitdagende) piano recitals van Andrej Gavrilov op deze cd zijn:
- Gaspard de la nuit van Maurice Ravel
- Islamey, een Oriëntaalse fantasie van Mili Balakirev
- Zes stukken voor piano, Thema’s & variaties, op. 19 no.6; van Tsjaikovski
- Vier stukken voor piano, Suggestion diabolique, op.4 No.4; van Prokofjev.

Islamey: een Oriëntaalse fantasie van Balakirev heeft de reputatie, in ieder geval naar de mening van Jeremy Nicholas in Gramophone (February, 2006), dat "het stuk in technisch opzicht het meest vraagt van een pianist in het hele pianorepertoire. Gavrilovs terecht geprezen uitvoering van 1977 combineert een gedurfdheid, muzikaliteit en getrouwheid aan de partituur die van een zeldzame hoogte is."